# EXILEカジノ
『EXILEカジノ』（エグザイルカジノ）は、2014年4月19日（18日深夜）から2015年9月18日（17日深夜）まで、フジテレビほか一部の系列局で放送されていたバラエティ番組。
2014年10月15日（14日深夜）から放送枠を移動して『EXILEカジノJP』に改題・リニューアルを行った。

## EXILEカジノ
EXILE TRIBEのメンバーの中から、毎週6人がプレイヤーとなり、プレイヤー以外のメンバーのチャレンジ結果をギャンブル形式で予想する。
プレイヤーは、番組開始時に10枚のチップが支給され、1問ごとにチャレンジャーが与えられたチャレンジができるかできないか（問題によっては、2人のチャレンジャーのうちどちらが勝つか、など）の2択で、手持ちのチップを賭けて予想。正解なら賭けたチップが倍（最終問題は3倍）になって返ってくるが、不正解なら賭けたチップは没収。
1回の放送で、3-5問出題。

## EXILEカジノJP
大当たりを意味するカジノ用語「ジャックポット」を番組テーマに掲げ、テレビ番組におけるジャックポット＝ゴールデンタイム昇格を目指した様々なロケ企画に、EXILE TRIBEメンバーが挑戦。
スタジオにいるメンバーは、その予想や判定を行い、負けたメンバーは企画に因んだ週変わりの罰ゲームを受ける。

## ネット局

### EXILEカジノ
| 放送対象地域   | 放送局         | 系列           | 放送日時                     | 放送開始日    | 遅れ       | 備考 |
| -------------- | -------------- | -------------- | ---------------------------- | ------------- | ---------- | ---- |
| 関東広域圏     | フジテレビ     | フジテレビ系列 | 土曜 1:20 - 1:50（金曜深夜） | 2014年4月19日 | 制作局     |      |
| 岡山県・香川県 | 岡山放送       | フジテレビ系列 | 土曜 1:20 - 1:50（金曜深夜） | 2014年4月19日 | 同時ネット |      |
| 鹿児島県       | 鹿児島テレビ   | フジテレビ系列 | 土曜 1:20 - 1:50（金曜深夜） | 2014年4月19日 | 同時ネット |      |
| 北海道         | 北海道文化放送 | フジテレビ系列 | 木曜 1:25 - 1:55（水曜深夜） | 2014年5月8日  | 20日遅れ   |      |
| 熊本県         | テレビくまもと | フジテレビ系列 | 木曜 0:35 - 1:05（水曜深夜） | 2014年7月24日 | 96日遅れ   |      |

## 変遷
| 期間    | 期間    | タイトル      | 放送曜日             | 放送時間（日本時間）  |
| ------- | ------- | ------------- | -------------------- | --------------------- |
| 2014.04 | 2014.09 | EXILEカジノ   | 土曜日（金曜日深夜） | 01:20 - 01:50（30分） |
| 2014.10 | 2014.12 | EXILEカジノJP | 水曜日（火曜日深夜） | 01:10 - 01:40（30分） |
| 2015.01 | 2015.03 | EXILEカジノJP | 木曜日（水曜日深夜） | 00:35 - 01:10（35分） |
| 2015.04 | 2015.09 | EXILEカジノJP | 金曜日（木曜日深夜） | 00:25 - 00:55（30分） |

## スタッフ
※=JPから加入
- ナレーション:勝杏里、吉水孝宏※
- 構成:大井洋一※、長谷川優※、渡辺陽介
- 技術プロデュース:児玉洋※
- 技術マネージャー:橋本雄司（2014年9月までは、TM）
- SW:横山政照※
- 撮影:小林光行、上田軌行 2人共※
- VE:高木稔※
- 音声:松原瑞貴※
- 照明:根本進※、藤沢勝
- 美術プロデュース:三竹寛典（2014年9月までは、美術制作）
- デザイン:邨山直也
- 美術進行:平山雄大
- 大道具:浅見大
- 大道具操作:西田武史※
- アクリル装飾:斉藤佑介
- 装飾:川合将吾※
- 電飾:桑島亮太（2014年9月までは、特殊装置）
- メイク:山田かつら
- CG:鈴木鉄平
- 編集:二戸部光一、田中友裕、木村雅史、板倉圭太、佐川正弘、与那嶺涼、栗山修、奥山修
- MA:鈴木久美子、民幸之助
- 音効:大平拓也
- TK:碓井香都子
- 技術協力:ニユーテレス、IMAGICA、fmt、4-Legs
- 衣装協力:24karats
- 撮影協力:BIGECHO、AGAVE
- 写真協力:アフロ（総合フォトエージェンシー）
- 協力:東京新聞
- 広報:山本麻祐子
- デスク:岡原香織、黒木智子
- 演出補:大上紗季（2014年9月までは、FD）、志賀聡、末屋聡、飯田美沙紀、香田しおり（志賀以降→※）
- AP:貞本有紀※
- ディレクター:鈴木剛、新井孝輔、荷見基成、小杉隆史、高橋慎那 全員※
- 演出:近藤真広※
- プロデューサー:秦野晃子
- チーフプロデューサー:中嶋優一
- 制作著作:フジテレビ

### 過去のスタッフ
- 構成:岐部昌幸、藤谷弥生
- TP:塩津英史
- SW:藤谷治男、宮崎健司、石田智男
- CAM:小出豊、河野昌寿
- VE:土井理沙
- AUD:加瀬悦史
- AUD/MIX:本間祥吾
- 大道具:佐藤貴志
- 装飾:門間誠
- 特殊装置:後藤佑介
- 音効:千本洋、松長芳樹（Digitalcircus）
- TK:平野美紀子
- 技術協力:マルチバックス
- 制作協力:MTG
- ディレクター:箕臼高志、阿部裕一朗、村松茂樹、大畠憲彦
- 演出:福山晋司

## 派生番組
- CASINO FANTASTICS（2024年11月18日・11月25日）[1]